# Kwak Tae-hwi
Kwak Tae-hwi (Gyeongsang del Norte, Corea del Sur, 8 de julio de 1981) es un exfutbolista surcoreano que jugaba como defensor y se retiró en diciembre de 2020. Desde 2008 hasta 2017 fue un jugador habitual de la selección de fútbol de Corea del Sur.

## Selección nacional
El 8 de mayo de 2014 el entrenador Hong Myung-bo lo incluyó en la lista final de 23 jugadores que compitieron en la Copa Mundial de Fútbol de 2014.

### Participaciones en Copas del Mundo
| Mundial                        | Sede   | Resultado    |
| ------------------------------ | ------ | ------------ |
| Copa Mundial de Fútbol de 2014 | Brasil | Primera fase |

## Clubes
| Club              | País           | Año       |
| ----------------- | -------------- | --------- |
| F. C. Seoul       | Corea del Sur  | 2005-2007 |
| Chunnam Dragons   | Corea del Sur  | 2007-2009 |
| Kyoto Sanga F. C. | Japón          | 2010      |
| Ulsan Hyundai     | Corea del Sur  | 2011-2012 |
| Al-Shabab         | Arabia Saudita | 2013      |
| Al-Hilal F. C.    | Arabia Saudita | 2014-2016 |
| F. C. Seoul       | Corea del Sur  | 2016-2018 |
| Gyeongnam F. C.   | Corea del Sur  | 2019-2020 |

## Palmarés

### Títulos nacionales
| Título                               | Club            | País           | Año  |
| ------------------------------------ | --------------- | -------------- | ---- |
| Copa de la Liga de Corea             | F. C. Seoul     | Corea del Sur  | 2006 |
| Korean FA Cup                        | Chunnam Dragons | Corea del Sur  | 2007 |
| Copa de la Liga de Corea             | Ulsan Hyundai   | Corea del Sur  | 2011 |
| Copa del Rey de Campeones            | Al-Hilal F. C.  | Arabia Saudita | 2015 |
| Supercopa de Arabia Saudita          | Al-Hilal F. C.  | Arabia Saudita | 2015 |
| Copa del Príncipe de la Corona Saudí | Al-Hilal F. C.  | Arabia Saudita | 2016 |
| K League Classic                     | F. C. Seoul     | Corea del Sur  | 2016 |

### Títulos internacionales
| Título                      | Club          | País          | Año  |
| --------------------------- | ------------- | ------------- | ---- |
| Liga de Campeones de la AFC | Ulsan Hyundai | Corea del Sur | 2012 |